# Masacre de Loughinisland
La masacre de Loughinisland (en inglés: The Loughinisland Massacre) tuvo lugar el 18 de junio de 1994 en el pequeño pueblo de Loughinisland, County Down, Irlanda del Norte. Miembros de la Fuerza Voluntaria del Úlster (UVF), grupo paramilitar lealísta, dispararon con uso de rifles de asalto dentro de un pub, asesinando a seis civiles y dejando cinco heridos. El pub O'Toole, donde se perpetró el hecho, era frecuentado mayoritariamente por Católicos, y el día de la masacre estaba lleno de personas viendo el encuentro de la República de Irlanda contra Italia por la Copa Mundial de 1994. Por esto, a veces es llamada la  "masacre de la Copa del Mundo" ("World Cup massacre"). La UVF se adjudicó el ataque, como respuesta a la matanza de tres miembros de la UVF, perpetuada por el Ejército Irlandés de Liberación Nacional (INLA).
Existían alegatos de que dobles agentes e informantes de la Gendarmería Real del Úlster estaban involucrados en la masacre, y que la policía destruyó informes y evidencia durante la investigación. El Ombudsman de la Policía investigó el caso luego de las denuncias de los familiares de las víctimas. En 2011, la investigación concluyó que existieron fallos en la investigación, pero sin encontrar evidencia de colusión entre la policía y la UVF.
Un nuevo reporte en 2016 por la Ombudsman sin embargo, reveló lazos entre la policía y el UVF. Se han publicado dos películas sobre la masacre: "Ceasefire Massacre" y "No Stone Unturned", publicados en 2014 y 2017, respectivamente. La segunda nombró los sospechosos principales, entre los cuales había un soldado británico, y aseguró que uno de los asesinos fue informante.

## Conmemoración

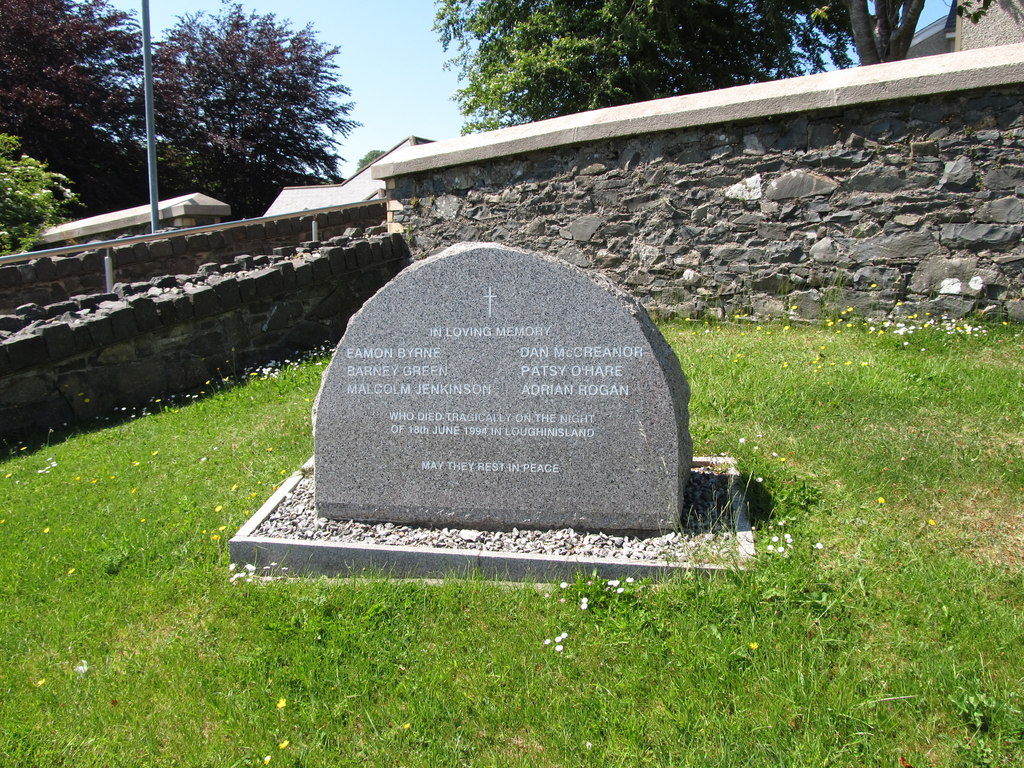
Monumento a las víctimas de la masacre de Loughinisland.

En el 18 aniversario del ataque, la selección de la República de Irlanda jugó contra Italia, esta vez por la Eurocopa 2012 en Poznan, Polonia. El equipo irlandés vistió un brazalete negro durante el encuentro en conmemoración. La idea fue propuesta por la Asociación de Fútbol Irlandés y respaldada por la UEFA.